# Севестрень
Севестрень, Севестрені (рум. Săvăstreni) — село у повіті Брашов в Румунії. Входить до складу комуни Реча.
Село розташоване на відстані 172 км на північний захід від Бухареста, 53 км на захід від Брашова.

## Населення
Станом на 2021 рік в селі проживало 190 осіб. З них чоловіків — 94 особи, жінок — 96 осіб. За даними перепису населення 2002 року у селі проживали 204 особи, усі — румуни. Усі жителі села рідною мовою назвали румунську.